# El carretero
El carretero, (in spagnolo:Il carrettiere) è una canzone composta dal cantautore cubano Guillermo Portabales e pubblicata per la prima volta nel 1967 nell'album “Aquellas lindas melodías en la voz de Portabales” Miami.
Anni dopo, nel 1996 il brano raggiunse la fama internazionale grazie all'incisione della versione di Eliades Ochoa (canto e chitarra) con il collettivo Buena Vista Social Club, nell'omonimo album prodotto da Ry Cooder. 